# محطة جرين للغاز الطبيعي المسال
محطة جرين للغاز الطبيعي المسال هي محطة للغاز الطبيعي المسال (LNG) في جزيرة جرين، على بعد 37 ميلاً (60 كم) شرق لندن. لديها مرافق لتفريغ وإعادة شحن الغاز الطبيعي المسال من السفن في رصيفين على نهر ميدواي ؛ لتخزين ومزج الغاز الطبيعي المسال. لشاحنة التحميل ؛ وإعادة تركيب ومزج الغاز الطبيعي لتلبية مواصفات المملكة المتحدة. يمكن أن تتعامل المحطة مع ما يصل إلى 15 مليون طن سنويًا من الغاز الطبيعي المسال، ولديها سعة تخزينية تبلغ مليون متر مكعب من الغاز الطبيعي المسال، ويمكنها إعادة تكوين ما يصل إلى 645 جيجا وات في اليوم (58 مليون متر مكعب يوميًا) لتوصيلها إلى الضغط العالي نظام نقل الغاز الوطني (NTS). تملك المنشأة وتديرها شركة جرين للشبكة الوطنية للغاز الطبيعي المسال المحدودة ، وهي شركة تابعة مملوكة بالكامل لشركة الشبكة الوطنية.

## التاريخ
تقع محطة جرين للغاز الطبيعي المسال في موقع مصفاة بي بي كنت التي أغلقت في عام 1982 وتم هدمها فيما بعد. يغطي موقع محطة جرين للغاز الطبيعي المسال مساحة إجمالية قدرها 600 فدان (240 هكتار).
في عام 1980 قامت شركة بريتش غاز ببناء منشأة للحلاقة الذروة للغاز الطبيعي المسال في الجنوب الغربي من موقع المصفاة. تم استخدام المرفق لدعم NTS في أوقات الطلب الكبير، ولضمان أمن إمدادات الغاز في جنوب شرق إنجلترا. خلال فترات ارتفاع الطلب على الغاز المسال تم ضخه من صهاريج التخزين وتسخينه في أجهزة تبخير إلى حالة غازية لإيصالها إلى نظام نقل الغاز الوطني. هناك أربعة خزانات لكل منها 50000 متر مكعب (إجمالي سعة التخزين 200000 متر مكعب ) ، مصنوعة من سبائك النيكل الصلب 9 ٪ معزولة مع البيرلايت ، ولكل منها حزمة الاحتواء إلى نصف ارتفاع الخزان. في أوقات انخفاض الطلب على الغاز يمكن سحبها من نظام نقل الغاز الوطني وتسييلها عن طريق التبريد المبردة إلى ناقص 162 °C لتجديد صهاريج التخزين. تلقى حامل الغاز المجاور الغليان الغليان من الخزانات.

## تطوير موقع
فتحت صناعة الغاز والمنظم أوفجيم سوق الغاز في المملكة المتحدة للمنافسة في عام 1997. هذا سهّل مجموعة متنوعة من شركات الشحن لجلب الغاز الطبيعي المسال من جميع أنحاء العالم إلى سوق المملكة المتحدة. لاستغلال هذا المنصب، تم إنشاء National Grid Grain LNG Ltd في عام 2002 لتطوير موقع Isle of Grain من مصنع حلاقة الذروة إلى منشأة لاستيراد وتخزين وإعادة تخزين الغاز الطبيعي المسال. تم التطوير والتوسع على مدار أربع مراحل.

## روابط خارجية
- الشبكة الوطنية للحبوب المحدودة
- تقرير إخباري 'The One Show' على الحبوب